# Варедо
Варедо (італ. Varedo) — муніципалітет в Італії, у регіоні Ломбардія, провінція Монца і Бріанца.
Варедо розташоване на відстані близько 490 км на північний захід від Рима, 16 км на північ від Мілана, 8 км на захід від Монци.
Населення — 13 160 осіб (2014).
Щорічний фестиваль відбувається другої неділі жовтня. Покровитель — святий Петро.

## Демографія
Населення за роками:

Станом на 1 січня 2023 року в муніципалітеті офіційно проживало 1156 іноземців з 63 країн, серед них 299 громадян країн Євросоюзу та 80 громадян України.

## Сусідні муніципалітети
- Бовізіо-Машіаго
- Дезіо
- Лімб'яте
- Нова-Міланезе
- Падерно-Дуньяно